# Cyrtonops punctipennis
Cyrtonops punctipennis là một loài bọ cánh cứng trong họ Cerambycidae.